# 無水メタクリル酸
無水メタクリル酸 (むすいメタクリルさん、methacrylic anhydride) は、メタクリル酸2分子が脱水縮合してできるカルボン酸無水物である。
常温では液体であり、水と発熱反応を起こし、加水分解してメタクリル酸を生じる。